# Lista de presidentes da Libéria
O presidente da Libéria é o chefe de estado do país. Quando na declaração da independência da Libéria, em 26 de julho de 1847, o mandato era de apenas dois anos, que foi aumentado para quatro anos em 7 de maio de 1907. De 1980 a 2006, o escritório foi interrompido três vezes devido aos golpes de estado. Entre a Primeira e Segunda Guerra Civil Liberiana, os chefes de estado da Libéria durante estes períodos não usaram o título de presidente, mas de chefe do governo provisório. Samuel Doe serviu como chefe de Redenção do Povo do Conselho e presidente da Libéria. Além disso, ambos Joseph Jenkins Roberts e James Spriggs-Payne foram presidentes em duas vezes não-consecutivos e são contados duas vezes na lista. Devido a isso, a lista contém 26 presidências, mas apenas 24 pessoas.
Seu primeiro presidente foi Joseph Jenkins Roberts foi seu primeiro presidente por dois mandatos não-consecutivos (1847-1856 e 1872-1876). Atualmente, o cargo é exercido por Joseph Boakai.

## Lista de presidentes da Libéria (1848-presente)
| №  | Retrato | Nome                                     | Mandato                | Mandato                                  | Partido                             | Eleição                       | Vice-presidente(s) |
| -- | ------- | ---------------------------------------- | ---------------------- | ---------------------------------------- | ----------------------------------- | ----------------------------- | --- |
| 1  |         | Joseph Jenkins Roberts (1809-1876)       | 3 de janeiro de 1848   | 7 de janeiro de 1856                     | Independente                        | 1847 1849 1851 1853           | Nathaniel Brander Anthony D. Williams Stephen Allen Benson |
| 2  |         | Stephen Allen Benson (1816-1865)         | 7 de janeiro de 1856   | 4 de janeiro de 1864                     | Independente                        | 1855 1857 1859 1861           | Beverly Page Yates Daniel Bashiel Warner |
| 3  |         | Daniel Bashiel Warner (1815-1880)        | 4 de janeiro de 1864   | 6 de janeiro de 1868                     | Republicano                         | 1863 1865                     | James M. Priest |
| 4  |         | James Spriggs Payne (1819-1882)          | 6 de janeiro de 1868   | 3 de janeiro de 1870                     | Republicano                         | 1867                          | Joseph Gibson |
| 5  |         | Edward James Roye (1815-1872)            | 3 de janeiro de 1870   | 26 de outubro de 1871 (Deposto)          | True Whig                           | 1869                          | James Skivring Smith |
| 6  |         | James Skivring Smith (1825-1892)         | 26 de outubro de 1871  | 1 de janeiro de 1872                     | True Whig                           | 1869                          | Vago (26 de outubro de 1871 - 1 de janeiro de 1872) |
| 7  |         | Joseph Jenkins Roberts (1809-1876)       | 1 de janeiro de 1872   | 3 de janeiro de 1876 (Renunciou)         | Republicano                         | 1871 1873                     | Anthony W. Gardiner |
| 8  |         | James Spriggs Payne (1819-1882)          | 3 de janeiro de 1876   | 7 de janeiro de 1878                     | Republicano                         | 1875                          | Carlos Harmon |
| 9  |         | Anthony W. Gardiner (1820-1885)          | 7 de janeiro de 1878   | 20 de janeiro de 1883                    | True Whig                           | 1877 1879 1881                | Alfred Francis Russell |
| 10 |         | Alfred Francis Russell (1817-1884)       | 20 de janeiro de 1883  | 7 de janeiro de 1884                     | True Whig                           | 1881                          | Vago (20 de janeiro de 1883 - 7 de janeiro de 1884) |
| 11 |         | Hilary RW Johnson (1837-1901)            | 7 de janeiro de 1884   | 4 de janeiro de 1892                     | True Whig                           | 1883 1885 1887 1889           | James Thompson |
| 12 |         | Joseph James Cheeseman (1843-1896)       | 4 de janeiro de 1892   | 12 de novembro de 1896 (Morreu no cargo) | True Whig                           | 1891 1893 1895                | William D. Coleman |
| 13 |         | William D. Coleman (1832-1908)           | 12 de novembro de 1896 | 11 de dezembro de 1900                   | True Whig                           | 1895 1897 1899                | Vago (12 de novembro de 1896 - 3 de janeiro de 1898) Joseph J. Ross (1897) |
| 14 |         | Garretson W. Gibson (1832-1910)          | 11 de dezembro de 1900 | 4 de janeiro de 1904                     | True Whig                           | 1901 1903                     | Joseph D. Summerville Vago (27 de julho de 1905 - 1 de janeiro de 1906) |
| 15 |         | Arthur Barclay (1853-1938)               | 4 de janeiro de 1904   | 1º de janeiro de 1912                    | True Whig                           | 1905 1907                     | Vago (27 de julho de 1905 - 1 de janeiro de 1905) J.J. Dossen |
| 16 |         | Daniel Edward Howard (1861-1935)         | 1º de janeiro de 1912  | 5 de janeiro de 1920                     | True Whig                           | 1911 1915                     | Samuel George Harmon |
| 17 |         | Charles D.B. King (1875-1961)            | 5 de janeiro de 1920   | 3 de dezembro de 1930                    | True Whig                           | 1919 1923 1927                | Samuel Alfred Ross (1919-1923) Henry Too Wesley (1923-1927) Allen Yancy (1927-1930) |
| 18 |         | Edwin Barclay (1822-1955)                | 3 de dezembro de 1930  | 3 de janeiro de 1944                     | True Whig                           | 1931 1939                     | James Skivring Smith Jr. |
| 19 |         | William Tubman (1895-1971)               | 3 de janeiro de 1944   | 23 de julho de 1971                      | True Whig                           | 1943 1951 1955 1959 1963 1967 | Clarence Lorenzo Simpson (1943-1952 William Tolbert (1952-1971) |
| 20 |         | William Richard Tolbert, Jr. (1913-1980) | 23 de julho de 1971    | 12 de abril de 1980 (Deposto)            | True Whig                           | 1971 1975                     | Vago (23 de julho de 1971 - Abril de 1972) James Edward Green (Abril de 1972 - 22 de julho de 1977) Vago (22 de julho de 1977 - 31 de outubro de 1977) Bennie Dee Warner (31 de outubro de 1977 - 12 de abril de 1980) |
| -  |         | Samuel Doe (1951-1990)                   | 12 de abril de 1980    | 9 de novembro de 1990 (Assassinado)      | Militar (1980-1986) NDPL(1986-1990) | 1985                          | Vago (1980-1986) Henry Moniba (1986-1990) |
| 21 |         | Samuel Doe (1951-1990)                   | 12 de abril de 1980    | 9 de novembro de 1990 (Assassinado)      | Militar (1980-1986) NDPL(1986-1990) | 1985                          | Vago (1980-1986) Henry Moniba (1986-1990) |
| -  |         | Amos Sawyer (n.1945)                     | 9 de setembro de 1990  | 7 de março de 1994                       | LPP                                 | —                             | — |
| -  |         | David D. Kpormakpor (1935-2010)          | 7 de março de 1994     | 1 de setembro de 1995                    | Independente                        | —                             | — |
| -  |         | Wilton GS Sankawulo (1937-2009)          | 1 de setembro de 1995  | 3 de setembro de 1996                    | Independente                        | —                             | — |
| -  |         | Ruth Perry (1939-2017)                   | 3 de setembro de 1996  | 2 de agosto de 1997                      | Independente                        | —                             | — |
| 22 |         | Charles Taylor (n.1948)                  | 2 de agosto de 1997    | 11 de agosto de 2003 (Renunciou)         | PPN                                 | 1997                          | Enoque Dagole (1997-2000) Moses Blah (2000-2003) |
| 23 |         | Moses Blah (1947-2013)                   | 11 de agosto de 2003   | 14 de outubro de 2003 (Renunciou)        | PPN                                 | 1997                          | — |
| -  |         | Charles Gyude Bryant (1949-2014)         | 11 de outubro de 2003  | 16 de janeiro de 2006                    | LAP                                 | —                             | — |
| 24 |         | Ellen Johnson Sirleaf (n.1938)           | 16 de janeiro de 2006  | 22 de janeiro de 2018                    | UP                                  | 2005 2011                     | Joseph Boakai |
| 25 |         | George Weah (n.1966)                     | 22 de janeiro de 2018  | 22 de janeiro de 2024                    | CDC                                 | 2017                          | Jewel Taylor |
| 26 |         | Joseph Boakai (n.1944)                   | 22 de janeiro de 2024  | Presente                                 | UP                                  | 2023                          | Jeremiah Koung |